# Handschuheim
Handschuheim es una localidad y  comuna francesa situada en el departamento de Bajo Rin, en la región de Alsacia. Tiene una población de 269 habitantes (según censo de 1999) y una densidad de 112 h/km².

## Demografía
| 188 | 191 | 209 | 224 | 232 | 269 |
| Para los censos de 1962 a 1999 la población legal corresponde a la población sin duplicidades (Fuente: INSEE [Consultar]) |     |     |     |     |     |